# Juan Álvarez
Juan Nepomuceno María Álvarez Hurtado, född 27 januari 1790 i Atoyac i Nya Spanien, död 21 augusti 1867 i La Providencia i Guerrero, var en mexikansk militär, politiker och landets president år 1855 i drygt två månader.

## Militär karriär
Han deltog i mexikanska frihetskriget från 1810, "bakelsekriget" samt i andra franska interventionskriget och dog kort efter det att fransmännen lämnat landet och den av Frankrike insatte kejsaren Ferdinand Maximilian besegrats och avrättats.